# تی‌دی‌کی

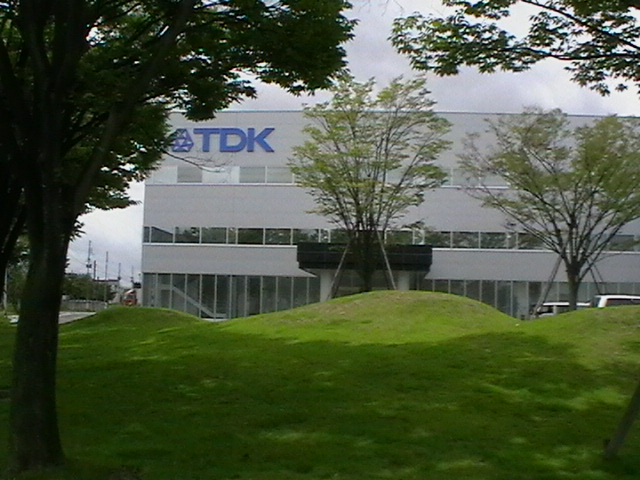
مرکز تحقیقاتی ت د -لامبدا

ت د ک (به انگلیسی: TDK) شرکت الکترونیکی ژاپنی است، که خلاصه شده (به انگلیسی: Tokyo Denkikagaku Kogyo) می‌باشد. این شرکت در زمینه تولید سی دی، هارد دیسک، دی‌وی‌دی، دیسک بلو-ری و یواس‌بی فلش درایو فعالیت می‌نماید.
شرکت ت د ک در سال ۱۹۳۵ توسط یوگانو کاتو و تاکشی تاکی راه‌اندازی شد. دفتر مرکزی این شرکت در چوئو، توکیو، ژاپن قرار دارد و سهام آن در بازار بورس توکیو و بورس لندن معامله می‌شود. ت د ک هم‌اکنون حامی مالی باشگاه فوتبال کریستال پالاس می‌باشد.